# MacOS Sierra
macOS Sierra（版本 10.12）是苹果公司为个人电脑和服务器开发的作業系統macOS（前称OS X）的第13个版本。它是OS X El Capitan的后续版本，主要注重“连续互通”、iCloud、視窗管理方面的改善以及对Apple Pay和Siri的支援。苹果公司将OS X重新命名为macOS，匹配了同公司其他作業系統（iOS、watchOS、tvOS）的命名体系。macOS也呼应了历史上Mac OS的命名。
macOS Sierra的名稱取自於內華達山脈（Sierra Nevada），為一座橫跨於加利福尼亞州與內華達州的山脈，亦涵蓋著優勝美地國家公園的大部分區域；有趣的是，macOS的一個歷史版本亦有以優勝美地做為系統名稱。
macOS Sierra的首个开发者预览于2016年苹果全球开发者大会6月13日的主题演讲后发布，首个公开测试版本在同年7月发布，正式版于該年9月20日透過Mac App Store以免费更新的形式向最终用户发布。

## 系统要求
macOS Sierra可以运行在以下机型当中：
- iMac：2009年后期或之后的机型
- MacBook：2009年后期或之后的机型
- MacBook Air：2010年或之后的机型
- MacBook Pro：2010年或之后的机型
- Mac Mini：2010年或之后的机型
- Mac Pro：2010年或之后的机型

## 功能

### 连续互通、iCloud和Apple Pay
当用户佩戴着配对的Apple Watch时，运行macOS Sierra的电脑可以自动解锁。剪贴板可以在同一用户附近所有的macOS Sierra以及iOS 10设备之间拷贝、剪切和粘贴。iCloud Drive可以配置为除了iCloud Drive文件夹之外，也同步“文稿”文件夹中和桌面上的文件。如果电脑剩余空间不足，iCloud Drive上的旧文件可以只保存于云端而不保存在本地。在线商店将可以使用Apple Pay，用户可以通过相连的iPhone或Apple Watch批准购买。

### 視窗管理改善
在macOS Sierra下，多数多視窗应用程序将自动支持单視窗多标签显示。macOS Sierra还支持浮动的画中画影片播放畫面。

### Siri
macOS Sierra整合了Siri智能助手。用户可以通过Dock、菜单栏或键盘快捷键来调用，结果显示在右上角的界面。返回的结果可以被拖拽到其它应用程序当中，例如网络搜索的图片结果可以被拖拽到文档中。

### 照片
苹果为照片应用程序添加了基于机器学习的面部识别功能。照片应用程序根据面部、位置和物体识别将相似的图片归类，创建"回忆"。“回忆”中的照片可以用幻灯片显示，配以算法或用户选择的过渡效果和音乐。

### Apple File System
苹果发布了名为Apple File System（APFS）的新文件系统。该文件系统面向闪存和固态存储介质设计，包括了许多类似ZFS的功能如快照、克隆，以及一些苹果已经通过HFS+和相关软件提供支持的功能如加密和TRIM。

## 发布版本
|  | 過往版本 |  | 當前版本 |

| 版本    | 組建編號 | 發佈日期       | Darwin版本 | 發行說明          | 單獨下載      |
| ------- | -------- | -------------- | ---------- | ----------------- | ------------- |
| 10.12   | 16A323   | 2016年9月20日  | 16.0.0     | Mac App Store發佈 | 不適用        |
| 10.12.1 | 16B2555  | 2016年10月24日 | 16.1.0     | 更新說明          | 更新          |
| 10.12.1 | 16B2657  | 2016年10月27日 | 16.1.0     | 更新說明          | 更新          |
| 10.12.2 | 16C63a   | 2016年12月13日 | 16.2.0     | 更新說明          | 更新          |
| 10.12.3 | 16D32    | 2017年1月23日  | 16.4.0     | 更新說明          | 更新 組合更新 |
| 10.12.4 | 16E191a  | 2017年3月27日  | 16.5.0     | 更新說明          | 更新 組合更新 |
| 10.12.5 | 16F73    | 2017年5月15日  | 16.6.0     | 更新說明          | 更新 組合更新 |
| 10.12.6 | 16G29    | 2017年7月19日  | 16.7.0     | 更新說明          | 組合更新      |